# Píxide (ceràmica)
Píxide (del llatí pyxis, -ĭdis, ‘caixa petita’, i aquest del grec πυξίς, -ίδος, pyxís-ídos) és un copó sense peu de ceràmica usat per contenir ungüents, cosmètics, granadures o joieria. Morfològicament és un pot o capsa cilíndrica, amb tapadora però sense anses, i de molt diversa grandària, forma i decoració (hi prevalen les escenes femenines).
És possible que el seu precedent foren les capses corínties que també duien tapadora i, per tant, es remuntarien al període protogeomètric d'Atenes. Les píxides ateneses presenten dues varietats: les de fons cònic, anteriors al s. IX ae, i les de fons pla, que continuaren en l'estil geomètric, i n'augmentaren la grandària. La tapadora sovint té nanses esculpides i les parets tendeixen a ser una mica convexes. Durant el s. VI ae Atenes produí pyxis amb parets còncaves. De vegades no tenien anses i la tapa tenia un botó al centre; a finals del s. V ae tenia una ansa de bronze en forma de «maneta». La decoració sol presentar motius femenins cerimonials com la processó nupcial.